# Бахтиозина, Юлдус Вильдановна
Ю́лдус Бахтио́зина (род. 22 июля 1986, Санкт-Петербу́рг) — художник, режиссёр, продюсер.
Основные художественные медиа: аналоговая фотография и видео.
Член Королевского общества искусств в Лондоне. Номинант премии в области современного искусства Laguna Prize.

## Биография
Детство Бахтиозиной прошло в Санкт-Петербурге. В 2004 поступила в Российскую академии народного хозяйства и государственной службы при Президенте Российской Федерации на кафедру Государственного и муниципального управления. Не окончив её, в 2007 году поступила в Лондонский университет искусств на факультет графического искусства. Позднее продолжила обучение в Центральном колледже искусств и дизайна имени Святого Мартина, где изучала художественную фотографию. Получив высшее образование, Бахтиозина жила и работала в Индии, Гонконге, Индонезии и Непале. С 2013 по 2017 год прошло 4 персональных выставки Бахтиозиной в её материнской галерее Anna Nova в Санкт-Петербурге.
В 2014 канал BBC включил её в список «100 женщин года», меняющих мир к лучшему. В 2016 Vogue Italia назвал Юлдус Бахтиозину лучшим молодым фотографом. В 2017 ее работы были представлены на выставке в Брюсселе с проектами Марины Абрамович, Яна Фабра и Трейси Эмин. С 2018 года начала сотрудничество с театральными проектами в роли художника по костюмам.
С 2017 года живёт и работает в Санкт-Петербурге. 

## Персональные выставки
- 2022 Рискуя собственной шубой, галере BIZON, Казань, Россия[4]
- 2021 Дочь рыбака, киностудия Ленфильм, Санкт-Петербург, Россия[5]
- 2019 Miss Future — 未來小姐, SEEN, Антверпен, Бельгия[6]
- 2017 Цирк 17, галерея современного искусства Anna Nova, Санкт-Петербург, Россия[7]
- 2017 Сотворённая жизнь, галерея современного искусства Anna Nova, Санкт-Петербург, Россия[8]
- 2015 Russ Land, галерея современного искусства Anna Nova, Санкт-Петербург, Россия[9]
- 2013 Отчаянные романтики, галерея современного искусства Anna Nova, Санкт-Петербург, Россия[10]
- 2013 Vorurteile, Gaze Gallery, Берлин, Германия
- 2012 Miss Other World, MiraMiru, Санкт-Петербург, Россия
- 2011 Victims of fashion, Kendra Gallery, Бали, Индонезия
- 2011 Touch Down, Fabrika Gallery, Москва, Россия
- 2010 Ask me about Jesus, Salon Gallery, Лондон, Великобритания
- 2009 Be Happy and Healthy, Lower Street Gallery, SE17, Лондон, Великобритания

## Групповые выставки
- 2022 The Circus We Are, Le Delta, Belgian Gallery, Антверпен, Бельгия[11]
- 2020 The Clown Spirit, De Rossaert, Антверпен, Бельгия[12]
- 2020 Русская сказка. От Васнецова до сих пор, Государственная Третьяковская галерея, Москва, Россия[13]
- 2019 Жизнь после жизни, Центральный выставочный зал Манеж, Санкт-Петербург, Россия[13]
- 2017 The Artist/ The Knight, Kasteel van Gaasbeek, Брюссель, Бельгия
- 2016 Photo Vogue Festival, Base Milano, Милан, Италия
- 2016 Многоликая мода в PhotoVogue, Leica Gallery, Милан, Италия
- 2015 45 frames, Leica Gallery, Милан, Италия
- 2011 EdgyONE, Alekano Gallery, Лондон, Великобритания
- 2011 Best of Russia, Винзавод, Москва, Россия
- 2010 Я люблю Пикассо, Музей и галерея современного искусства Эрарта, Санкт-Петербург, Россия
- 2009 Russian Art Fair, Picadilly Hotel, Лондон, Великобритания

## Театральные проекты
- 2021 Художник по костюмам, «Байка. Мавра. Поцелуй феи», Мариинский театра, Санкт-Петербург, Россия[14]
- 2018 Художник по костюмам, «Aisha and Abhaya»,Rambert Theatre, Royal Opera House, Лондон, Великобритания[15]

## Фильмография
- 2021 Самурай из ситца[16]
- 2020 Дочь рыбака[17]
- 2017 Цирк 17[18]

## Участие в фестивалях
- 2021 Международный кинофестиваль независимого кино Raindance, Лондон, Россия
- 2021 Шанхайский Международный кинофестиваль, Шанхай, Китай
- 2021 Рижский Международный кинофестиваль, Рига, Латвия
- 2021 Международный Берлинский кинофестиваль, Берлин, Германия
- 2020 Международный кинофестиваль им. Андрея Тарковского «Зеркало», Иваново, Россия